# Clematis urophylla
Espèce
Clematis urophylla est une espèce de plantes de la famille des Renonculacées originaire de Chine.